# Jacobus de Meerderekerk (Bocholtz)
De Jacobus de Meerderekerk is een kerkgebouw in Bocholtz in de Nederlands Zuid-Limburgse gemeente Simpelveld. De kerk ligt in het centrum van Bocholtz aan de Kerkstraat.
Het gebouw is een rijksmonument en is gewijd aan Jakobus de Meerdere.

## Geschiedenis
In 1373 werd er voor het eerst melding gemaakt van een kapel. Deze kapel ressorteerde onder de kerk van Simpelveld. Tijdens opgravingen ten noorden van de huidige kerk zijn er fundamenten gevonden van een eenbeukig gebouw met een smaller rechtsgesloten koor. Om deze funderingen lagen nog weer funderingen van een uit de late middeleeuwen stammend groter gebouw.
In 1794 werd de parochie opgericht. In 1803 werd deze gelegaliseerd.
In de periode 1869-1873 werd de kerk gebouwd naar het ontwerp van architect Pierre Cuypers.
In 1953 werd de kerk aan de kant van het koor uitgebreid met een ruim nieuw koor naar het ontwerp van architect Harry Koene. Deze is in een andere baksteensoort opgetrokken en daardoor duidelijk te herkennen. Ten noorden van de kerk werd er tevens een nieuwe pastorie gebouwd. Ter hoogte van het nieuwe koor staat het Heilig Hartbeeld uit 1920, dat aanvankelijk vóór de kerk was opgesteld.

## Opbouw
De kerk is een driebeukige kruiskerk in neogotische stijl opgetrokken in baksteen. Het bestaat uit een middenschip met twee zijbeuken, een transept, een tweede transept, een priesterkoor, een sacristie en een westtoren. De toren heeft een achtzijdige spits en twee geledingen met frontalen. De ingang bevindt zich in de toren.

## Reliek
In de kerk wordt een relikwie bewaard, in de vorm van een botstuk van de heilige paus Cornelius. Waarschijnlijk sinds c. 1900 maar ten minste sinds 1930 tot c. 1965 werd jaarlijks  op 16 september vanuit Vijlen een bedevaart gehouden naar Bocholtz. Dit waren meerdere individuen of kleine groepen en niet een enkele processie. Verder werd er een kindermis gehouden die bezocht werd vanuit verschillende plaatsen in de regio. Achter in de kerk staat een beeld van paus Cornelius.